# Alaskozetes antarcticus
Espèce
Alaskozetes antarcticus est une espèce d'acariens de la famille des Ameronothridae connue pour résister à des températures très basses, en dessous des 0 °C. Le nom de son genre dérive d'« Alaska » et l'épithète spécifique de « Antarctique » pour évoquer son habitat extrême.

## Description
C'est un petit arachnide très sombre, avec un développement durant 5 à 7 ans. Il présente un cas d'adaptation surprenant chez les arthropodes, pouvant survivre dans le froid extrême presque sans humidité. Il a six yeux pour absorber la lumière solaire.

## Répartition
Il vit sous les rochers de toute la péninsule Antarctique.

## Sous-espèces
Selon ITIS (20 août 2010) :
- A. a. antarcticus
- A. a. grandjeani
- A. a. intermedius